# Germania Ovest ai Giochi della XXIII Olimpiade
La Germania Ovest partecipò ai Giochi della XXIII Olimpiade, svoltisi a Los Angeles, Stati Uniti, dal 28 luglio al 12 agosto 1984, con una delegazione di 390 atleti impegnati in venticinque discipline.

## Medaglie
| Medal  | Name           | Sport      | Event             | Date |
| ------ | -------------- | ---------- | ----------------- | ---- |
| Oro    | Michael Groß   | Nuoto      | 200 m sl - Uomini |      |
| Bronzo | Germania Ovest | Pallanuoto | Torneo maschile   |      |

## Risultati

### Pallacanestro
- Uomini

| Atleta | Classifica |
| --- | ---------- |
| V · D · M Nazionale tedesca occidentale - Pallacanestro ai Giochi della XXIII Olimpiade - Torneo maschile 4 Körner · 5 Kadlec · 6 Brauer · 7 Sauer · 8 Peters · 9 Zander · 10 Pappert · 11 Sowa · 12 Schrempf · 13 Blab · 14 Mendel · 15 Welp · All. Ralph Klein | 8°         |
| Nazionale tedesca occidentale - Pallacanestro ai Giochi della XXIII Olimpiade - Torneo maschile |            |
| 4 Körner · 5 Kadlec · 6 Brauer · 7 Sauer · 8 Peters · 9 Zander · 10 Pappert · 11 Sowa · 12 Schrempf · 13 Blab · 14 Mendel · 15 Welp · All. Ralph Klein |            |

### Pallanuoto
| Atleta | Classifica |                           |
| --- | --- | ------------------------- |
| V · D · M Nazionale maschile tedesca occidentale di pallanuoto · Giochi olimpici - Los Angeles 1984 Röhle · Loebb · Otto · Hoppe · Fernández Alatorre · Huber · Schröder · Osselmann · Stamm · Freund · Theissmann · Chalmovsky · Obschernikat · CT : Nicolae Firoiu | Bronzo |                           |
| Nazionale maschile tedesca occidentale di pallanuoto · Giochi olimpici - Los Angeles 1984 | |                           |
| Röhle · Loebb · Otto · Hoppe · Fernández Alatorre · Huber · Schröder · Osselmann · Stamm · Freund · Theissmann · Chalmovsky · Obschernikat · CT: Nicolae Firoiu | Röhle · Loebb · Otto · Hoppe · Fernández Alatorre · Huber · Schröder · Osselmann · Stamm · Freund · Theissmann · Chalmovsky · Obschernikat · CT: Nicolae Firoiu | Germania Ovest (bandiera) |